# Parafia św. Stanisława Biskupa w Kramsku
Parafia Świętego Stanisława Biskupa w Kramsku – rzymskokatolicka parafia w Kramsku, należąca do diecezji włocławskiej i dekanatu konińskiego II. Przypuszczalnie powołana nie później niż w 1255. Należała wówczas do archidiecezji gnieźnieńskiej. W 1518 przyłączona do parafii w Pyzdrach, a następnie do tamtejszego klasztoru franciszkanów. Od 1763 jest samodzielną parafią.
Obecny kościół, pod wezwaniem św.  Stanisława Biskupa Męczennika zbudowano w 1844. Konsekrowany w 1854.
W latach 2017–2022 parafia była siedzibą dekanatu konińskiego II. 
Proboszczem od 2004 roku jest ks. prał. Sławomir Kasprzak.

## Miejsca kultu
- kościół parafialny: Kościół św. Stanisława Biskupa w Kramsku
- kaplica filialna: Kaplica bł. Karoliny Kózkówny w Bilczewie